# Famille de Phocée
La famille de Phocée est une famille d'astéroïdes orbitant autour du Soleil à une distance variant entre 2,25 et 2,5 UA. Les membres de ce groupe ont des excentricités supérieures à 0,1 et des inclinaisons situées entre 18° et 32°. 
Le nom du groupe provient de son membre le plus massif, (25) Phocée.

## Membres
Le nombre de membres de la famille est supérieur à 5000.
| Désignation              | Taille (km) | a (ua) | e     | i (°) |
| ------------------------ | ----------- | ------ | ----- | ----- |
| (25) Phocée              | 75          | 2,40   | 0,255 | 21,58 |
| (6478) Gault             | 3,7         | 2,31   | 0,19  | 22,8  |
| (1090) Sumida            | ?           | 2,36   | 0,22  | 21,50 |
| (121008) Michellecrigger | ?           | 2,26   | 0,23  | 26,12 |
| 2018 WH3                 | ?           | 2,30   | 0,24  | 22,71 |